# فيدياييفو
فيدياييفو (بالروسية: Видяево) هي مدينة في مقاطعة مورمانسك أوبلاست في روسيا.
يبلغ عدد سكانها حوالي 7352 نسمة.